# Next-Generation Transit Survey
Next-Generation Transit Survey (NGTS) je soustava 12 malých velmi citlivých dalekohledů pro hledání exoplanet. Nachází se na Observatoři Paranal v Chile v nadmořské výšce 2 443 m n. m. Systém je určen k hledání exoplanet střední velikosti – od tzv. superzemí po plynné obry o velikosti Neptunu.
Přestože je NGTS umístěn na Observatoři Paranal Evropské jižní observatoře, není jí řízen. Je pod správou sdružení sedmi univerzit a výzkumných zařízení z Německa, Velké Británie, Švýcarska a Chile (University of Warwick, Německé středisko pro letectví a kosmonautiku, Universidad de Chile a další).

## Popis
Systém se skládá z 12 robotických dalekohledů o průměru zrcadla 0,2 m. Každý z dalekohledů má zorné pole 8 čtverečních stupňů a celá soustava tedy téměř 96 čtverečních stupňů, což je mnohem více než jiné astronomické dalekohledy. Používá CCD kamer citlivých na viditelné červené a blízké infračervené světlo (600–900 nm).
Dalekohledy NGTS se nachází na Observatoři Paranal 2 km severovýchodně od hlavních přístrojů této observatoře – dalekohledů VLT (Very Large Telescope). Všechny se nacházejí v jedné budově s odsouvatelnou střechou a jsou plně ovladatelné na dálku.

### Historie
Systém vychází obdobně konstruovaného systému WASP (respektive SuperWASP), používá však vylepšený software, větší dalekohledy a detektory citlivější na malé změny jasu sledovaných hvězd. Jeho prototypy byly zkoušeny v letech 2009–2010 na Roque de los Muchachos Observatory na ostrově La Palma na Kanárských ostrovech, později v letech 2012–2014 na Ženevské observatoři. Pracuje od začátku roku 2015, kdy jím prošlo tzv. první světlo, plně funkční je od ledna 2016.

## Objevy
První extrasolární planetou objevenou tímto zařízením je NGTS-1b – planeta typu horký Jupiter, která obíhá kolem červeného trpaslíka jednou za 2,65 dne. Nachází se v Souhvězdí Holubice přibližně 600 světelných let od Země.